# فرودگاه صحرایی بودو
فرودگاه صحرایی بودو (به انگلیسی: Bodø Main Air Station) یک فرودگاه نظامی و همگانی با کد یاتا BOO است که یک باند فرود بتن دارد و طول باند آن ۳۳۹۴ متر است. این فرودگاه در کشور نروژ قرار دارد و در ارتفاع ۱۳ متری از سطح دریا واقع شده‌است.